# Nyctereutes
A Nyctereutes az emlősök (Mammalia) osztályának ragadozók (Carnivora) rendjébe, ezen belül a kutyafélék (Canidae) családjába tartozó nem.

## Tudnivalók
Jellemzően rövid pofájukról, gömbölyű koponyájukról, és őrlőfogaik alakjáról ismerhetők fel. A Nyctereutes fajok főként opportunisták, vagyis főként kisemlősökkel, halakkal, madarakkal, rovarokkal táplálkoznak, az alkalmankénti növények mellett; étrendjüket leginkább a környezeti tényezők befolyásolják.
Az első Nyctereutes-fajok körülbelül 10-9 millió évvel ezelőtt, a középső miocén korszak idején jelentek meg; valószínűleg Ázsiában, viszont egész Eurázsiában jelen voltak. Azonban a nyestkutyán és a tanukin kívül az összes faj - jelen ismeretek szerint hét - még a pleisztocén kor előtt kihalt. A megmaradt két faj egyike igen sikeres és az ember segítségével nagy területeket hódított meg. 

## Rendszerezés
A nembe az alábbi 2 élő faj és 7 fosszilis faj tartozik:
- †Nyctereutes abdeslami Geerards, 1997 - Marokkó; 3,6—1,8 Ma[4]
- †Nyctereutes donnezani (Depéret, 1890) - Spanyolország, Lengyelország, Németország és Törökország; 9,0—3,4 Ma
- †Nyctereutes lockwoodi
- †Nyctereutes megamastoides - Európa[5]
- nyestkutya (Nyctereutes procyonoides) (J. E. Gray, 1834) - az 1900-as évek elején csak Kelet-Ázsiában, de manapság majdnem az egész Eurázsiában
- †Nyctereutes sinensis - Kelet-Ázsia; 3,6 Ma—781 000 évvel ezelőtt[6]
- †Nyctereutes tingi
- †Nyctereutes vinetorum
- tanuki vagy japán nyestkutya (Nyctereutes viverrinus) - korábban a nyestkutya alfajának tartották[7][8]

## Képek

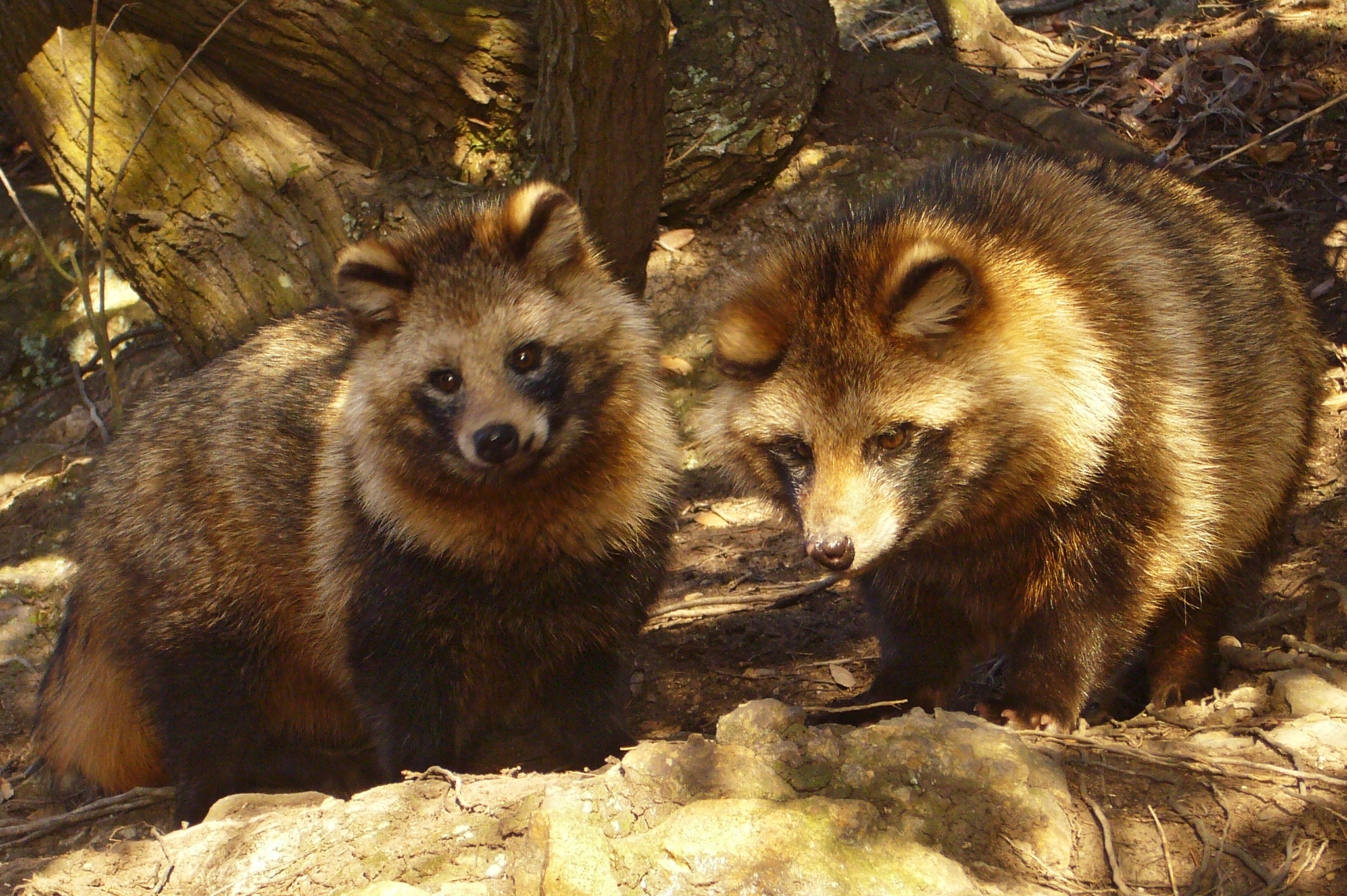
Tanuki (Nyctereutes viverrinus) pár
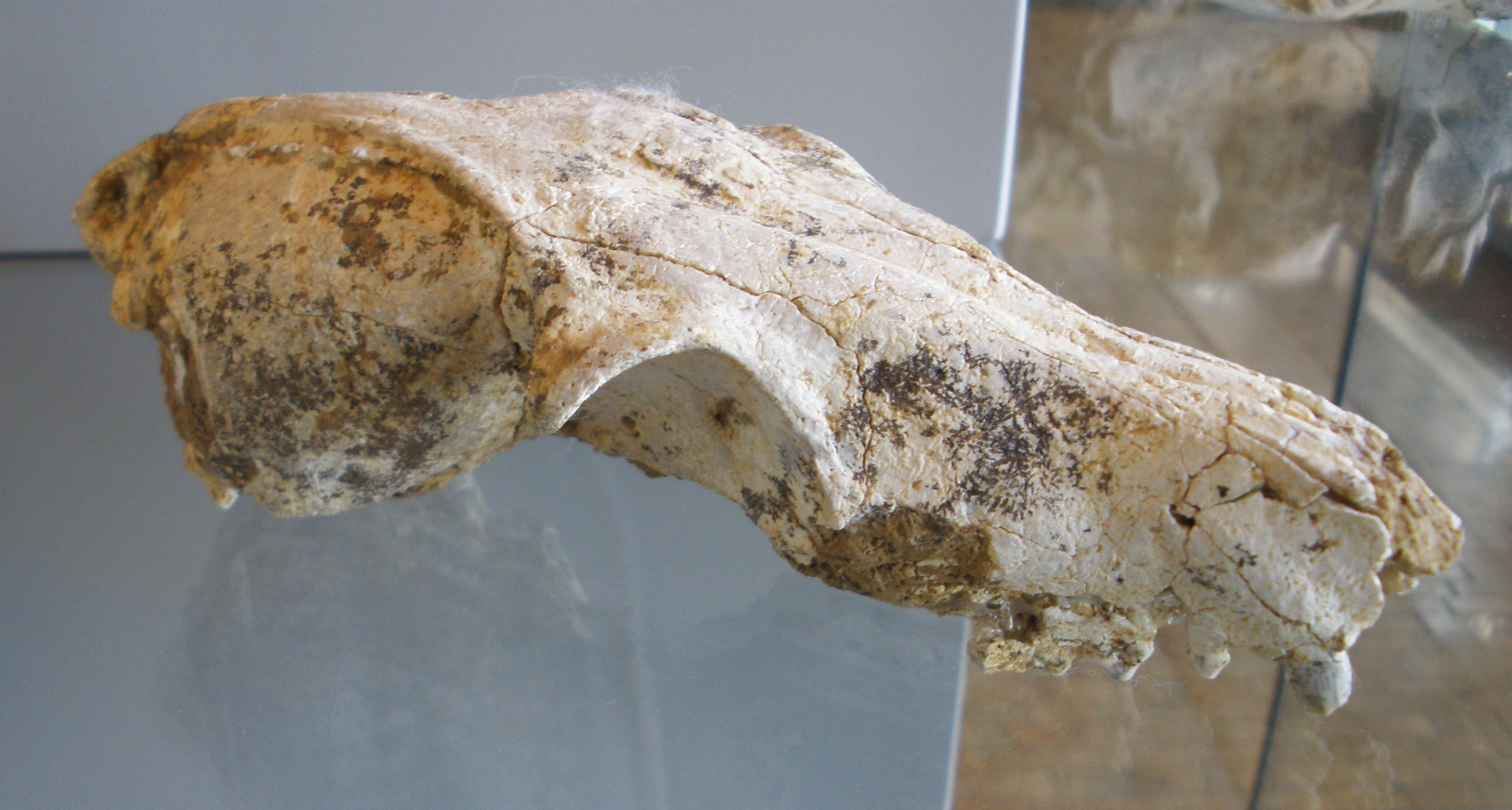
A kihalt Nyctereutes megamastoides koponyája
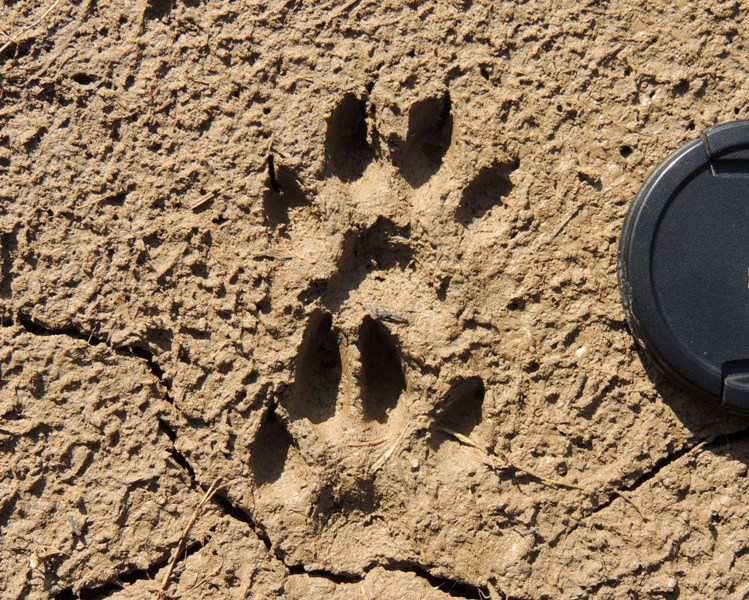
A nyestkutya (Nyctereutes procyonoides) lábnyomai
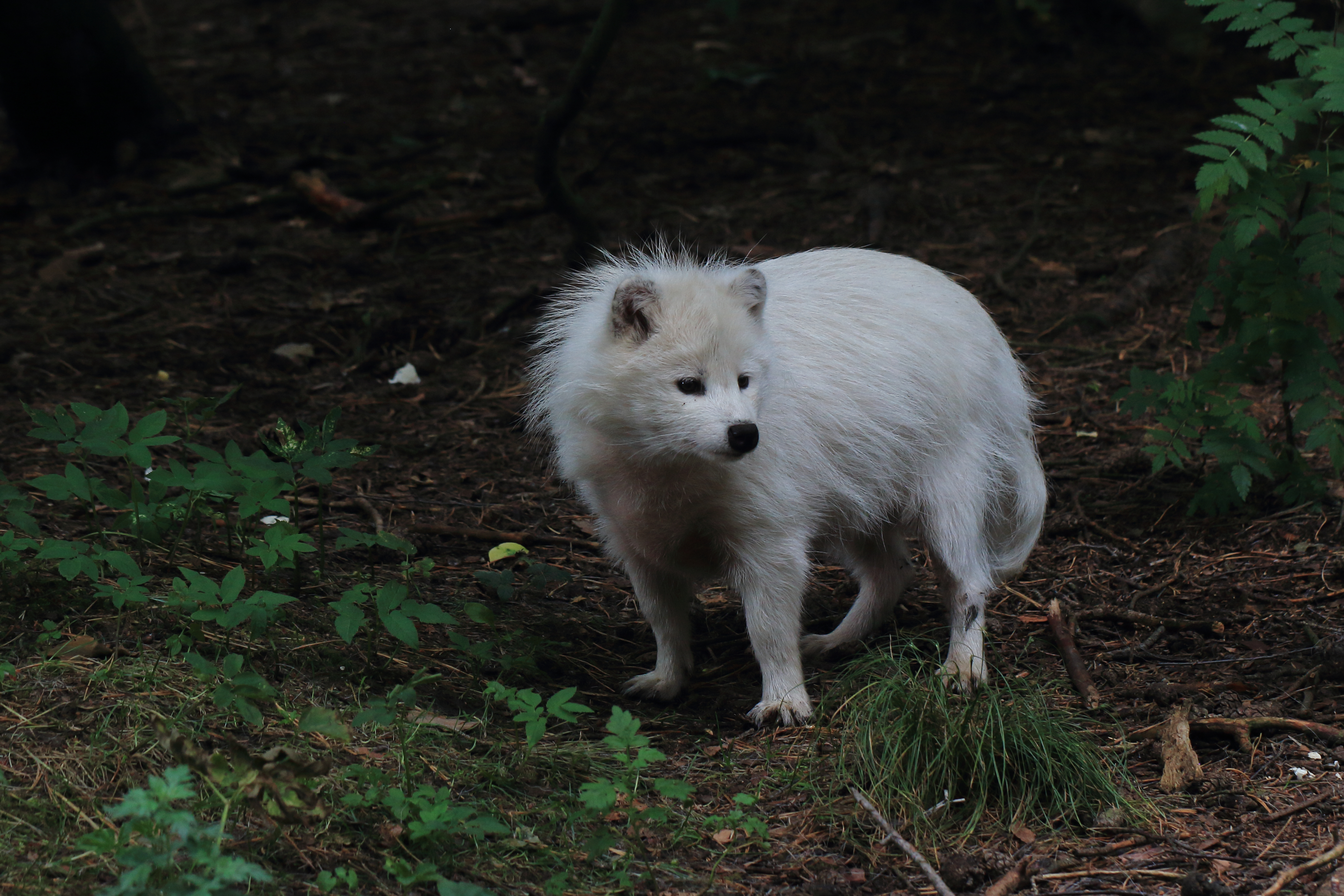
Leucisztikus nyestkutya
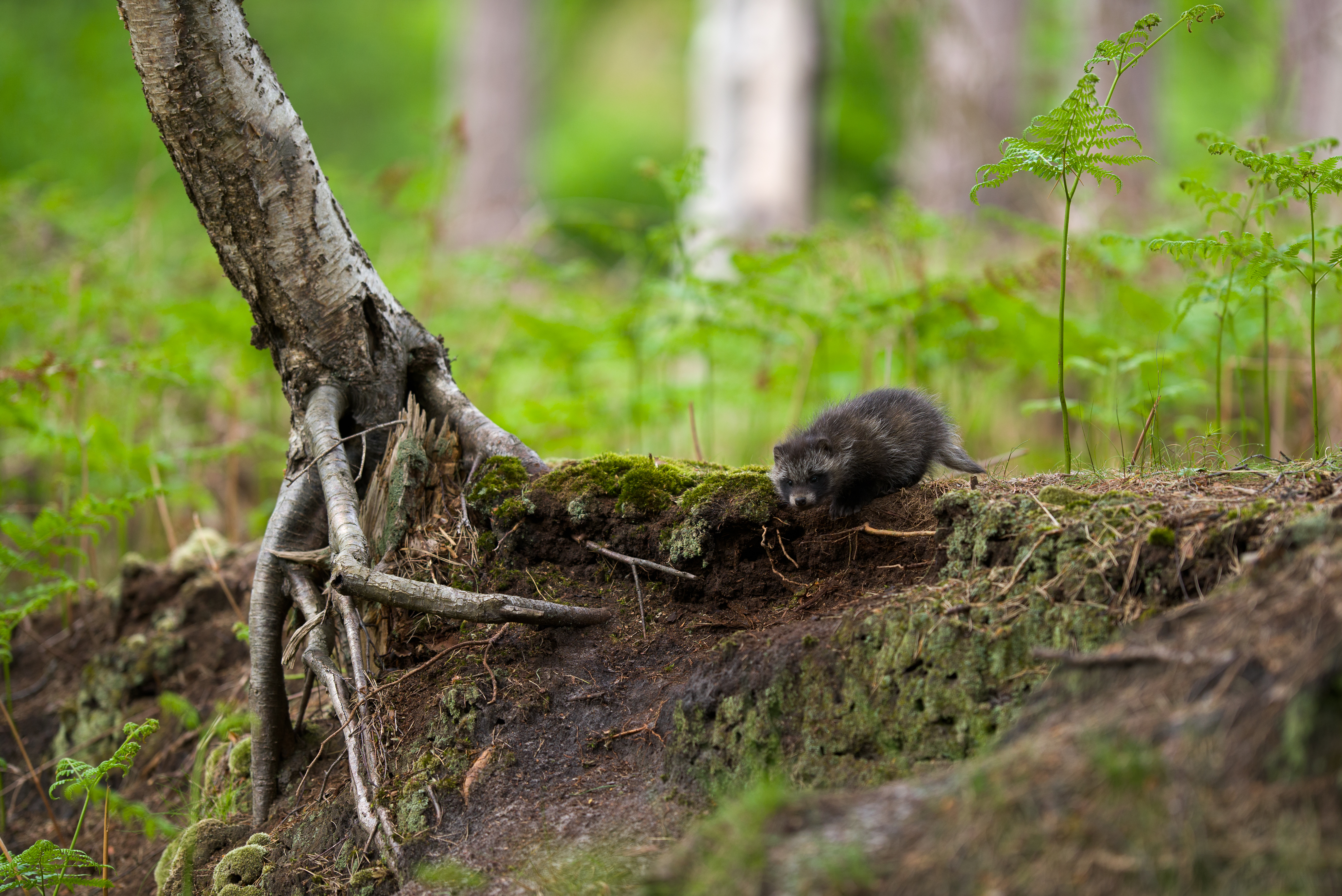
Nyestkutya kölyök

## Fordítás
- Ez a szócikk részben vagy egészben  a   Nyctereutes című angol Wikipédia-szócikk ezen változatának fordításán alapul.  Az eredeti cikk szerkesztőit annak laptörténete sorolja fel. Ez a jelzés csupán a megfogalmazás eredetét és a szerzői jogokat jelzi, nem szolgál a cikkben szereplő információk forrásmegjelöléseként.